# 驟雨
驟雨，又稱陣雨，相較於持續整日甚至更久的雨，指的是為時不長的降雨，其強度變化可以很大。
驟雨多數由積雨雲產生。由於積雨雲覆蓋的面積不大，積雨雲一旦移開後，雨就會停止。驟雨一般為時數分鐘至數十分鐘。如果連續有數個積雨雲通過天空，降雨強度的變化可能會很大。依發生時間區分，陣雨分為晨間雨、午後雨，及夜間雨。